# Circonscription de Wacha
La circonscription de Wacha est une des 121 circonscriptions législatives éthiopiennes de l'État fédéré des nations, nationalités et peuples du Sud. Elle se situe dans la Zone Keffa. Sa représentante actuelle est Meselech Wedajo Gawo.